# Скоропадская, Александра Петровна
Александра Петровна Скоропадская (укр. Олександра Петрівна Скоропадська; 23 мая [4 июня] 1878, Российская империя — 29 декабря 1952, Оберстдорф, Бавария) — русская и украинская аристократка, жена гетмана всея Украины Павла Скоропадского.

## Биография
Родилась 23 мая 1878 года в Санкт-Петербурге в семье генерала от инфантерии Петра Павловича Дурново. Александра Петровна была фрейлиной Их Императорских Величеств, что свидетельствовало о её высоком положении при дворе. 
11 января 1898 года, несмотря на сопротивление её отца, который считал Павла Скоропадского недостойной партией из-за его происхождения, Александра вышла за него замуж. Их брак длился 48 лет и был счастливым, несмотря на многочисленные испытания. В браке у супругов родилось шестеро детей, в том числе сын Павел (род. 1916). Александра Петровна поддерживала мужа во всех его начинаниях, сопровождала его в трудные годы службы на фронте и в политической деятельности.
В годы Первой мировой войны и революционных потрясений она проявляла стойкость и заботу о своей семье, несмотря на опасности и давление со стороны революционных сил. После провозглашения Украинской державы в 1918 году, когда Павел Скоропадский стал гетманом, Александра Петровна активно поддерживала мужа. Семья жила в Киеве и в родовом селении Скоропадских в Тростянце. После падения гетманата и эмиграции семья обосновалась в Германии, а затем в Швейцарии.
Скончалась 29 декабря 1952 года в Оберстдорфе в возрасте 74 лет.

## Дети
Состояла в браке с Павлом Скоропадским. У пары было 6 детей:
- Мария (1898—1959), замужем за графом Адамом Иосифовичем Монтрезором (1888—1939).
- Елизавета (1899—1976), в замужестве Кужим.
- Пётр (1900—1956), был психически болен, страдал эпилепсией.
- Даниил (1904—1957), гетманич, продолжал дело отца в эмиграции.
- Павел (1915—1918)
- Елена (1919—2014), в первом браке Хиндер; во втором — Отт; скончалась в Швейцарии.